# فرودگاه شهرستان اورنج (تگزاس)
فرودگاه شهرستان اورنج (تگزاس) (به انگلیسی: Orange County Airport (Texas)) یک فرودگاه همگانی بهره‌برداری هوایی است که یک باند فرود آسفالت دارد و طول باند آن ۱۳۴۰ متر است. این فرودگاه در شهر اورنج، تگزاس کشور ایالات متحده آمریکا قرار دارد و در ارتفاع ۴ متری از سطح دریا واقع شده است.